# HD 138289
HD 138289 eller HR 5757 är en möjlig spektroskopisk dubbelstjärna belägen i den mellersta delen av stjärnbilden Paradisfågeln. Den har en skenbar magnitud av ca 6,18 och är mycket svagt synlig för blotta ögat där ljusföroreningar ej förekommer. Baserat på parallax enligt Gaia Data Release 3 på ca 9,08 mas, beräknas den befinna sig på ett avstånd på ca 359 ljusår (110 parsek) från solen. Den rör sig bort från solen med en heliocentrisk radialhastighet på ca 13 km/s. På det beräknade avståndet är stjärnans magnitud minskad med 0,25 enhet på grund av interstellärt stoft.

## Egenskaper
Primärstjärnan HD 133981 A är en orange till röd jättestjärna i huvudserien av spektralklass K2.5 IIIb CN1.5 Ba+05 med ett onormalt överskott av cyanoradikaler i dess spektrum. Den ligger på den horisontella jättegrenen och genererar energi genom kärnfusion av helium i dess kärna. Ba+0,5-suffixet anger att den är en svag bariumstjärna, vars bariumöverskott kan ha kommit från en dold vit följeslagare. Den har en massa som är lika med ca 1,6 solmassa, en radie som är ca 13 solradier och utsänder energi från dess fotosfär motsvarande ca 53 gånger solen vid en effektiv temperatur av ca 4 700 K.